# Eightball (historieta)
Eightball (Bola 8, en su traducción al español) es un comic book publicado por la editorial Fantagraphics Books desde 1989, en el que Daniel Clowes va recogiendo periódicamente sus historietas, algunas de las más importantes del cómic alternativo. 

## Trayectoria
El primer número fue publicado en 1989, poco después de que Clowes concluyera con su serie anterior LLoyd Llewellyn. 
Los primeros números de Bola 8 se caracterizaron por mezclar cómics muy cortos, que variaban entre cómics crudamente humorísticos (como "Zubrick and Pogeybait" y "El sensual Santa"), diatribas tópicas y sátiras ("Art School Confidential", "On Sports"), historias independientes largas mucho más reflexivas ("Caricature", "Immortal Invisible") y obras por entregas. La primera historia extendida que fue serializada en Eightball fue Como un guante de seda forjado en hierro, que se desarrolló en los números del 1 al 10. Guante de seda fue seguido por Ghost World (Números 11 hasta el 18). Comenzando con el #19 cada número ha sido dedicado a una única historia, en comparación con el formato más ecléctico de los números anteriores. Los números 19 hasta el 21 serializaron la novela gráfica David Boring, mientras los números 22 y 23 cada uno consistieron en una colección de historias pequeñas y fragmentadas, con diversos estilos y formatos, que engranan en una narrativa unificada ("Ice Haven", y "El Rayo de la Muerte", respectivamente). Además, los números de Eightball a partir del #19 se han publicado a todo color en un formato de revista de mayor tamaño.
Eightball #18 incluía una copia encuadernada del panfleto/minicomic "El dibujante Moderno" de Clowes.
Además esta serie ha estado de manera constante entre las series independientes más vendidas.

## Publicación
| Número | Primera Fecha de impresión | Historias | Notas |
| ------ | -------------------------- | --- | --- |
| 1      | Octubre de 1989            | Como un guante de seda forjado en hierro, Devil Doll, The Laffin' Spittin' Man, Young Dan Pussey, What is the Most Important Invention of the Twentieth Century?                         | |
| 2      | Febrero de 1990            | Como un guante de seda forjado en hierro, The Truth, I Hate You Deeply (Lloyd Llewellyn, What Do You Think George Washington's Voice Sounded Like?                                       | |
| 3      | Junio de 1990              | Como un guante de seda forjado en hierro, The Stroll, The Young Manhood of Dan Pussey, What Can Robots Do?                                                                               | |
| 4      | Octubre de 1990            | Como un guante de seda forjado en hierro, I Love You Tenderly (Lloyd Llewellyn), The Future, Dan Pussey's Masturbation Fantasy, Sexual Frustration, What Do You Do for a Cold?           | |
| 5      | Octubre de 1990            | Como un guante de seda forjado en hierro, Just Another Day, Playful Obsession, Paranoid                                                                                                  | |
| 6      | Junio de 1991              | Como un guante de seda forjado en hierro, The Dr. Infinity Story (Dan Pussey), Marooned                                                                                                  | |
| 7      | Noviembre de 1991          | Como un guante de seda forjado en hierro, Art School Confidential, Chicago | |
| 8      | Marzo de 1992              | Como un guante de seda forjado en hierro, Ugly Girls, Grist for the Mill, Dan Pussey Presents Komic Kollector's Korner, Nature Boy, Give it Up, My Suicide, Dialogues from Duplex Planet | 'Ugly Girls' contiene un prototipo de Enid de Ghost World |
| 9      |                            | Como un guante de seda forjado en hierro | |
| 10     |                            | Como un guante de seda forjado en hierro (conclusión) | |
| 11     | Junio de 1993              | Velvet Glove, Ghost World, The Party, The Fairy Frog, The Happy Fisherman, Why I Hate Christians, Ectomorph                                                                              | "Velvet Glove" es una parodia de las malas adaptaciones fílmicas, utilizando el recién terminado Como guante de seda forjado en hierro como su fuente, con segmentos detrás de escenas mostrando un cada vez más ansioso Daniel Clowes en platicas con un despistado productor de Hollywood y escenas de la película resultante en que Clay es un duro, sarcástico, detective de policía que juega con sus propias reglas y hace comentarios concisos (como "¿Qué estas mirando?") antes de disparar a sus enemigos. Tina es reforjada como un alien espacial que da a "Clay" un anillo de poder. |
| 12     | Noviembre de 1993          | Ghost World, Hippypants and Peace Bear, The Origin of Dan Pussey, Glue Destiny | |
| 13     | Abril de 1994              | Ghost World, Buddy Bradley in 'Who Would You Rather Fuck: Ginger or Mary Ann?', Blue Italian Shit, Cool Your Jets, Anomalies and Curiosities of Medicine                                 | The Buddy Bradley story es basada en personajes creados por Peter Bagge. |
| 14     |                            | Ghost World, The Goldmommy, On Sports, The Death of Dan Pussey, The Sensual Santa | |
| 15     | Abril de 1995              | Ghost World, Caricature, Feldman | El personaje Feldman hace aparición en la película 'Ghost World' |
| 16     | Noviembre de 1995          | Ghost World, Squirrel Girl and Candy Pants, Like a Weed, Joe, MCMLXVI, Immortal Invisible                                                                                                | |
| 17     | Agosto de 1996             | Ghost World, Gynecology | |
| 18     | Marzo de 1997              | Ghost World, Black Nylon, Latch-Key Kid, Modern Cartoonist | Modern Cartoonist es un panfleto incluido con el cómic. |
| 19     | Mayo de 1998               | David Boring, Act 1 | |
| 20     | Febrero de 1999            | David Boring, Act 2 | |
| 21     | Febrero de 2000            | David Boring, Act 3 | |
| 22     | Octubre de 2001            | Ice Haven | |
| 23     | Octubre de 2004            | Death Ray | |

## Colecciones
- Lout Rampage! (Fantagraphics, 1991, ISBN 978-1-56097-070-5) — Historias cortas
- Like a Velvet Glove Cast in Iron (Fantagraphics, 1993, ISBN 1-56097-116-9) — Novela Gráfica
- Pussey!: The Complete Saga of Young Dan Pussey (Fantagraphics, 1995, ISBN 978-1-56097-183-2) — Historias protagonizadas por el personaje de Clowes "Dan Pussey"
- Orgy Bound (Fantagraphics, 1996, ISBN 978-1-56097-302-7) — Historias cortas
- Ghost World (Fantagraphics, 1997, ISBN 1-56097-427-3) — Novela Gráfica
- Caricature (Fantagraphics, 1998, ISBN 978-1-56097-329-4) — Historias Cortas
- David Boring (Pantheon Books, 2000, ISBN 978-0-375-40692-8) — Novela Gráfica
- Twentieth Century Eightball (Fantagraphics, 2002, ISBN 978-1-56097-436-9) — Historias Cortas
- Ice Haven (Pantheon, 2005, ISBN 978-0-375-42332-1) — Una versión remasterizada del material contenido en el número 22 de Eightball

## Adaptaciones fílmicas
Ghost World fue adaptado por Clowes y el director Terry Zwigoff en una película del mismo nombre en 2001, por la cual Clowes y Zwigoff fueron nominados para un Premio de la Academia al mejor guion. Además en 2006 la película de Clowes/Zwigoff Art School Confidential se basa libremente en una historia corta del mismo nombre que apareció en Eightball #7.

## Controversia
El cómic generó controversia cuando un profesor de secundaria en Guilford (Connecticut) dio Eightball #22 (Ice Haven) a un estudiante como una tarea de lectura de verano para mejorar sus notas. Los padres del estudiante tuvieron preocupaciones sobre la idoneidad del libro. El superintendente de la secundaria de Guilford dijo que el libro era inapropiado para una persona de 13 años de edad y se colocó al profesor en suspensión. El profesor renunció antes de que el asunto fuera investigado completamente.